# Andrena varsobiana
Andrena varsobiana là một loài Hymenoptera trong họ Andrenidae. Loài này được Osytshnjuk mô tả khoa học năm 1986.